# Tvrđavica
Tvrđavica – wieś w Chorwacji, w żupanii osijecko-barańskiej, w mieście Osijek. W 2011 roku liczyła 578 mieszkańców.